# Отовил (Охајо)
Отовил (енгл. Ottoville) град је у америчкој савезној држави Охајо.

## Демографија
По попису из 2010. године број становника је 976, што је 103 (11,8%) становника више него 2000. године.
| Група             | 2000.       | 2010.       |
| Белци             | 864 (99,0%) | 946 (96,9%) |
| Афроамериканци    | 0 (0,0%)    | 6 (0,6%)    |
| Азијати           | 3 (0,3%)    | 6 (0,6%)    |
| Хиспаноамериканци | 4 (0,5%)    | 17 (1,7%)   |
| Укупно            | 873         | 976         |